# Китаев, Валентин Евгеньевич

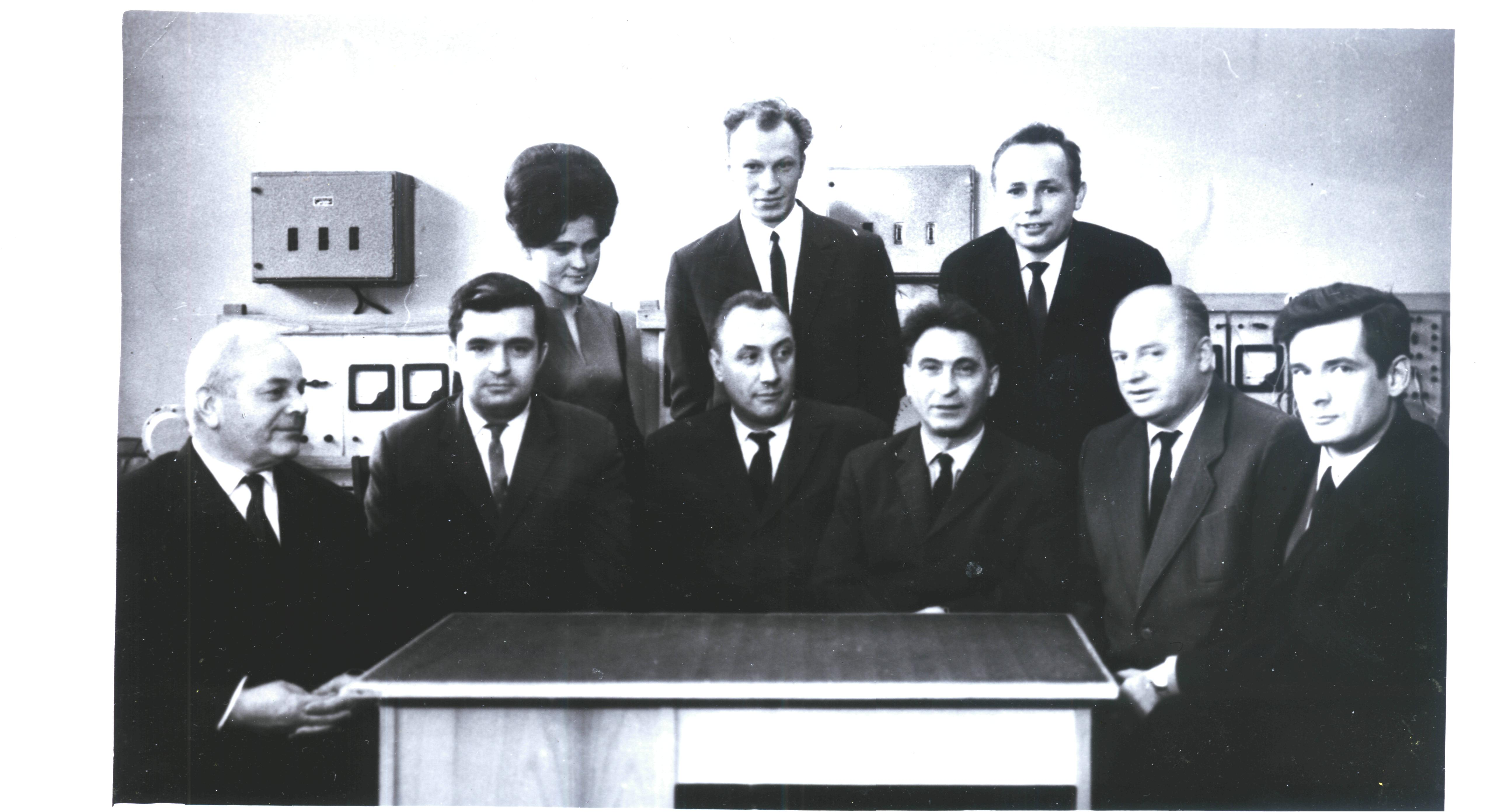
Валентин Китаев на кафедре ЭПУ

Валенти́н Евге́ньевич Кита́ев (16 мая 1918, Москва — 1991, Москва) — советский волейболист, игрок сборной СССР (1949),. Чемпион мира 1949, двукратный чемпион Европы, трёхкратный чемпион СССР. Нападающий. Мастер спорта СССР.
Выступал за команды: 1936 — «Локомотив» (Москва), 1937—1938 — КИМ (Москва), 1939—1941 — «Спартак» (Москва), 1944 — ДКА (Ленинград), 1945 — «Локомотив» (Москва), 1946 — «Зенит» (Москва), 1947—1951 — «Динамо» (Москва). Трёхкратный чемпион СССР (1947, 1948, 1951), серебряный (1950) и бронзовый (1949) призёр союзных первенств.
В сборной СССР в официальных соревнованиях выступал в 1949—1951 годах. В её составе: чемпион мира 1949, двукратный чемпион Европы (1950 и 1951).
Валентин Китаев — известный советский учёный в области электротехники и промышленной энергетики, доктор технических наук, автор множества книг и учебных пособий. Заведовал кафедрой электропитания устройств связи Московского электротехнического института связи.
Участник Великой Отечественной войны. Награждён орденом Красной Звезды, медалями.